# Дель Ферро, Сципион
Сципио́н дель Фе́рро (итал. Scipione del Ferro, 6 февраля 1465, Болонья, северная Италия — 5 ноября 1526, там же) — итальянский математик, открывший общий метод решения неполного кубического уравнения.
Открытие дель Ферро произвело грандиозное впечатление на весь научный мир. Впервые учёный новой Европы решил задачу, которая много веков не поддавалась лучшим математикам древней Греции и стран ислама. Это стало показателем зрелости европейской математики и воодушевило учёных на новые открытия, которые не замедлили последовать.

## Биография и научная деятельность
Дель Ферро закончил Болонский университет, после чего (с 1496 года и до конца жизни) работал там профессором математики. После многолетних усилий он сумел найти формулу решения кубического уравнения вида {\displaystyle x^{3}+ax=b}, где {\displaystyle a,b>0}.
{\displaystyle x={\sqrt[{3}]{{\frac {b}{2}}+{\sqrt {\left({\frac {b}{2}}\right)^{2}+\left({\frac {a}{3}}\right)^{3}}}}}+{\sqrt[{3}]{{\frac {b}{2}}-{\sqrt {\left({\frac {b}{2}}\right)^{2}+\left({\frac {a}{3}}\right)^{3}}}}}}
Дель Ферро нигде не опубликовал свой метод решения, но сообщил его своему зятю Аннибалу делла Наве и ученику Антонио Марио Фиоре; последний с успехом применял новый алгоритм на популярных тогда математических турнирах.
На одном из таких турниров в 1535 г., уже после смерти дель Ферро, Фиоре встретился с талантливым математиком-самоучкой Никколо из Брешии, по прозвищу Тарталья (заика). Тарталья, по его словам, самостоятельно открыл правило дель Ферро
и решил все предложенные задачи, а на следующий день нашёл и решение уравнения вида {\displaystyle x^{3}=ax+b}. Необходимо пояснить, что в то время признавались только положительные числа, и поэтому эти два вида уравнений рассматривались как разные.
В 1539 году секрет узнал миланский профессор Джероламо Кардано, через которого секрет дель Ферро и был в конечном счёте обнародован (1545). По этой причине алгоритм дель Ферро вошёл в историю как формула Кардано. Сам Кардано в своей книге «Великое искусство» честно сообщил:

Сципион дель Ферро открыл формулу, согласно которой куб неизвестного плюс неизвестное равен числу. Это была очень красивая и замечательная работа… Соревнуясь с ним, Никколо Тарталья из Брешии, наш друг, будучи вызван на состязание с учеником дель Ферро по имени Антонио Марио Фиоре, решил, дабы не быть побежденным, ту же самую проблему и после долгих просьб передал её мне.